# 謝恩フリーきっぷ
謝恩フリーきっぷ（しゃおんフリーきっぷ）は、かつて日本国有鉄道（国鉄）が発売した、1987年3月31日（国鉄最後の日）限定の国鉄全線の新幹線・特急列車などを含むすべての列車の普通車自由席が乗り放題の特別企画乗車券である。

## 概要
1987年3月31日、分割民営化により歴史を終える国鉄が、その最後の日の記念切符として企画されたものである。
発行額は6,000円（子供は3,000円）、全国指定の86駅にて1987年3月21日より10万枚限定で発売された。切符のほかに、国鉄終焉時の路線図が記された日本地図がつけられた。発売に際しては、限定切符だったということもあり、前日より徹夜で並ぶ者が各地で続出し、即日完売している。
全国の国鉄の新幹線・鉄道連絡船を含む全線の特急・急行を含めたすべての列車の普通車自由席が利用可能で、4月1日の0時を越えて走る列車については、途中下車しない限りその列車の終着駅まで有効。大阪、東京での電車特定区間については0時を過ぎても終電まで有効である。
3月30日に出発する夜行列車（0時の日付を越えた次の停車駅よりこの切符が有効になる）にはこの切符を手にした利用者で大混雑をきたし、一部列車では時刻表に載らなかった臨時列車が出たほどである。このとき大垣夜行に臨時便が出た初例とされている。また昼間も新幹線や特急の自由席に座るために多くの駅で行列ができた。

## その後

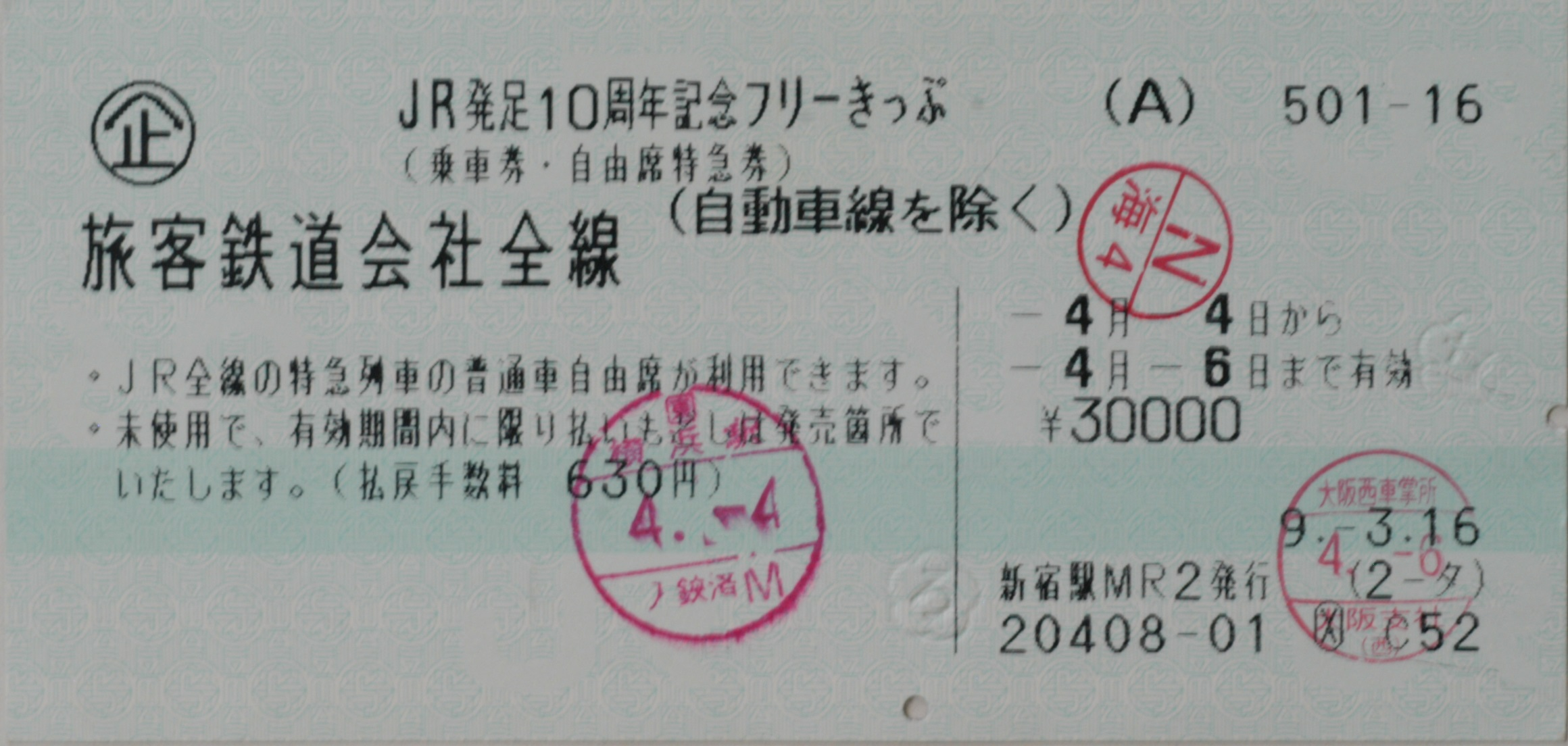
JR発足10周年記念フリーきっぷ

JR10周年となる1997年3月には同様の「JR発足10周年記念謝恩フリーきっぷ」が発売されている（3日間、3万円）。また2008年にはそのJRバス版の高速バス乗り放題きっぷが発売されている。